# Costantino Bianchi
Costantino Bianchi (Brescia, 2 giugno 1908 – 19 agosto 1965) è stato un ingegnere e politico italiano.